# 일본국유철도 DD13형 디젤 기관차
일본국유철도 DD13형 디젤 기관차(일본어: 国鉄DD13形ディーゼル機関車)는 1958년부터 1967년까지 생산된 디젤 기관차로 1987년에 노후화로 폐차되었다.

## 같이 보기
- 신칸센 911계 디젤 기관차